# عملیات دلتا

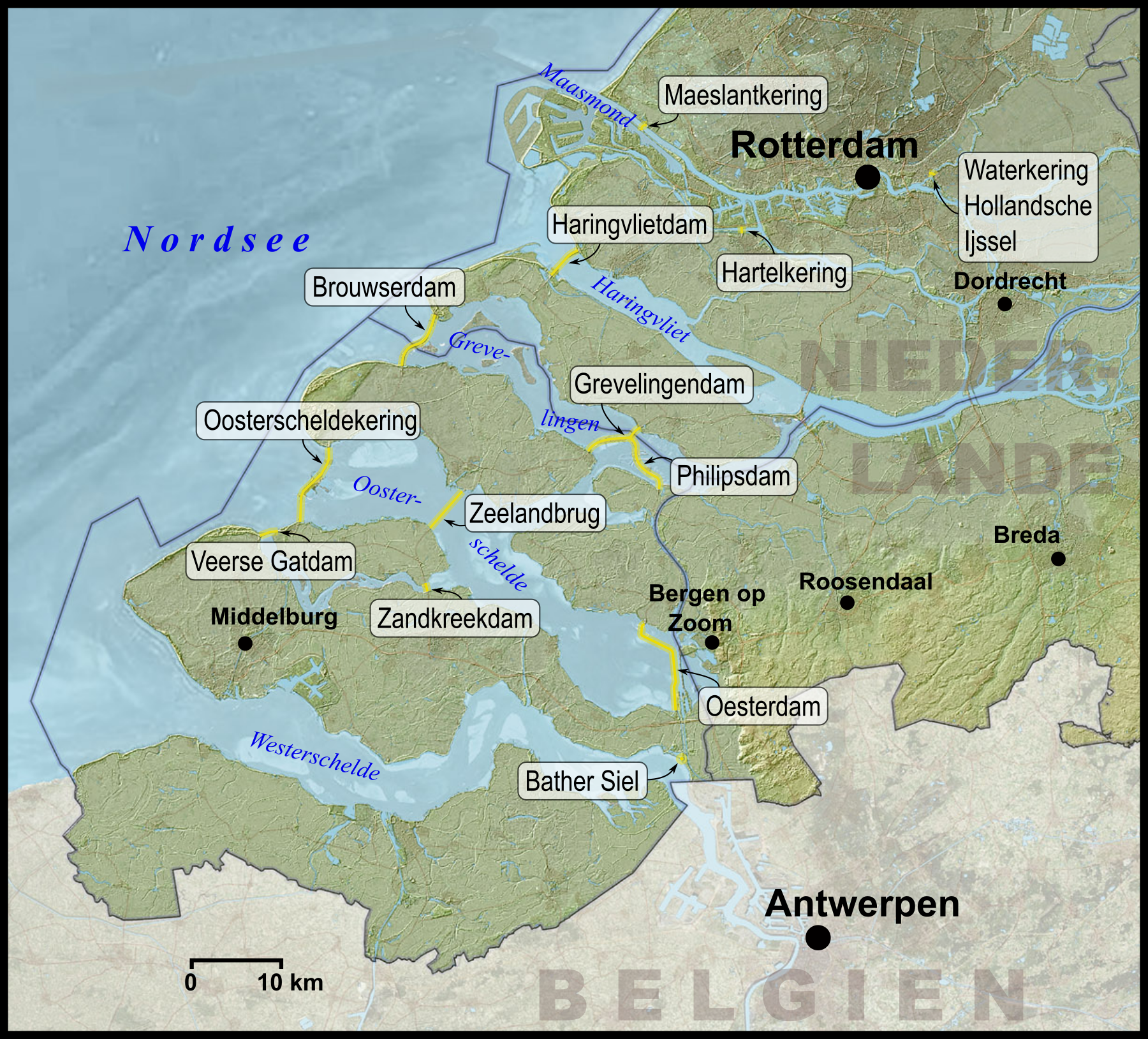
بررسی اجمالی عملیات دلتا

عملیات دلتا (هلندی: Deltawerken) مجموعه‌ای از پروژه‌های عمرانی و ساخت و ساز در جنوب هلند است که با هدف حفاظت از منطقه وسیعی از زمین‌های اطراف دلتای راین-موز-شلده از دریا انجام شده است. این عملیات شامل چندین سد، بند سیل‌گیر، سد سلولی، آب‌بند، خاکریز و موانع طوفان است که از سال ۱۹۵۰ کمی پس از جنگ دوم جهانی شروع شده و همچنان ادامه دارد.
عملیات دلتا همراه با عملیات خلیج زایدرزی از سوی انجمن مهندسان عمران آمریکا به عنوان یکی از عجایب هفتگانه جهان مدرن اعلام شده است.

## نگارخانه

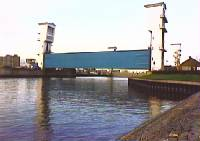
Hollandse IJssel Storm Barrier
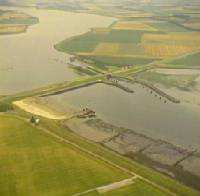
Zandkreekdam
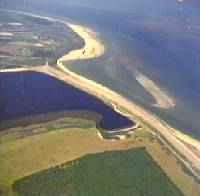
Veersegatdam
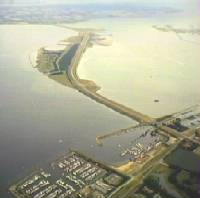
Grevelingendam
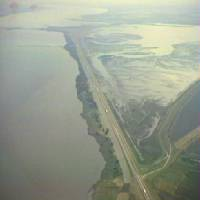
Volkerakdam
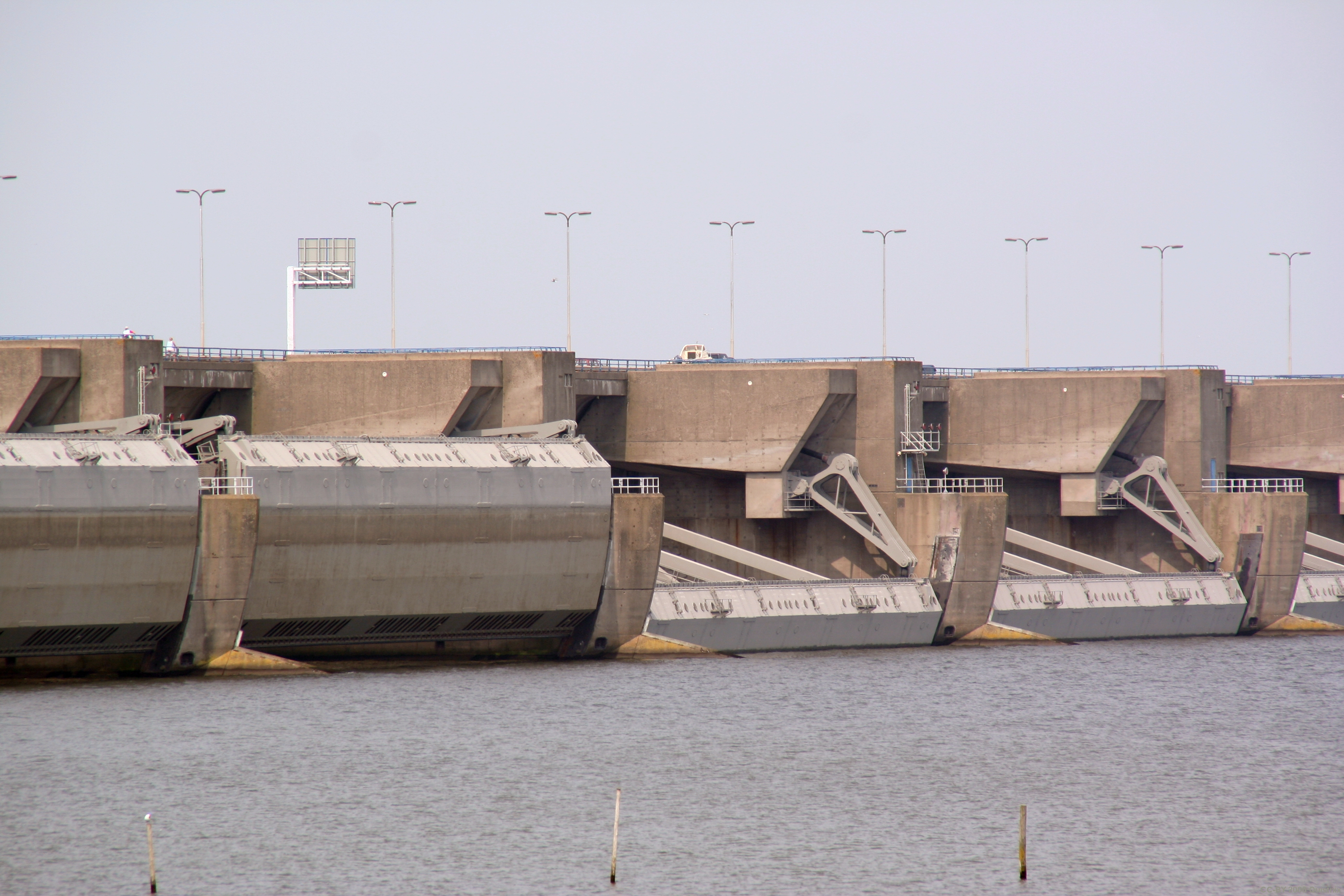
Haringvliet sluices
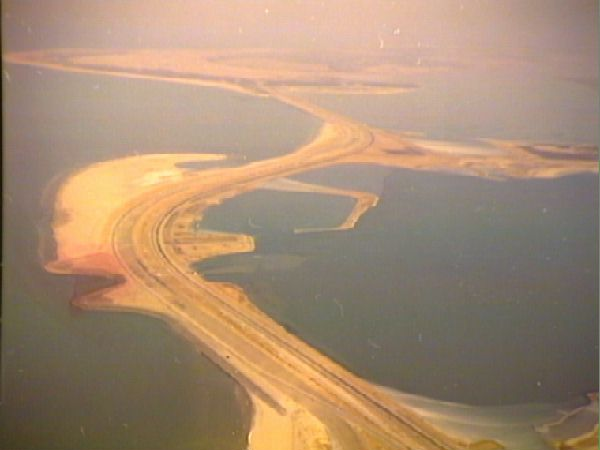
Brouwersdam
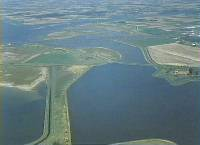
Markiezaatskade
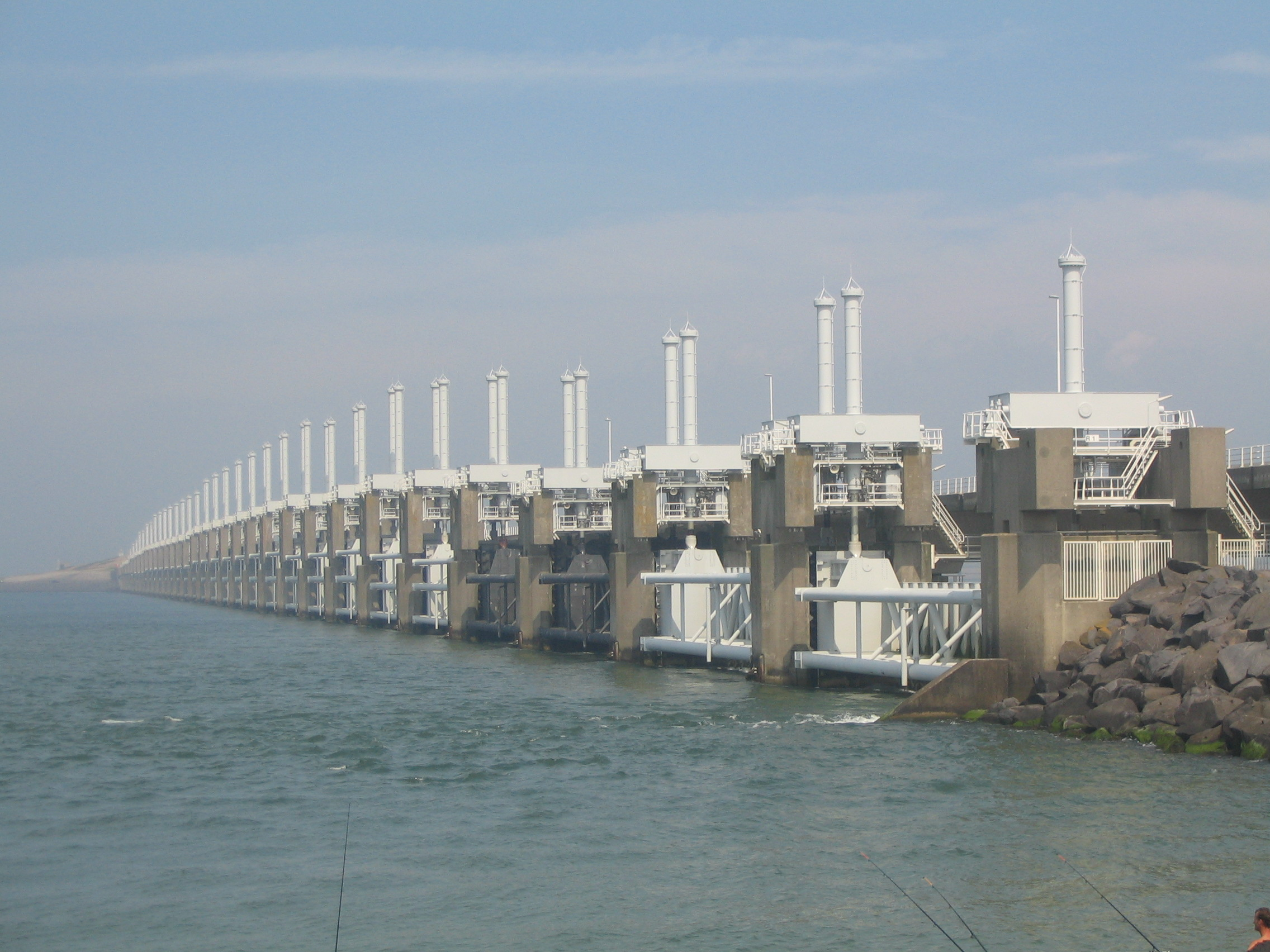
Eastern Scheldt Storm Surge Barrier
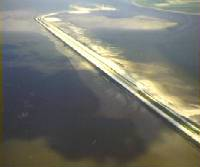
Oesterdam
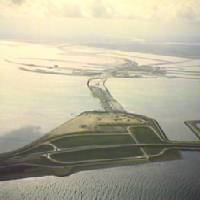
Philipsdam
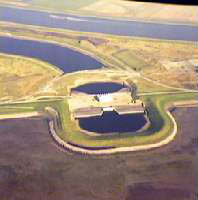
Bathse Spuisluis
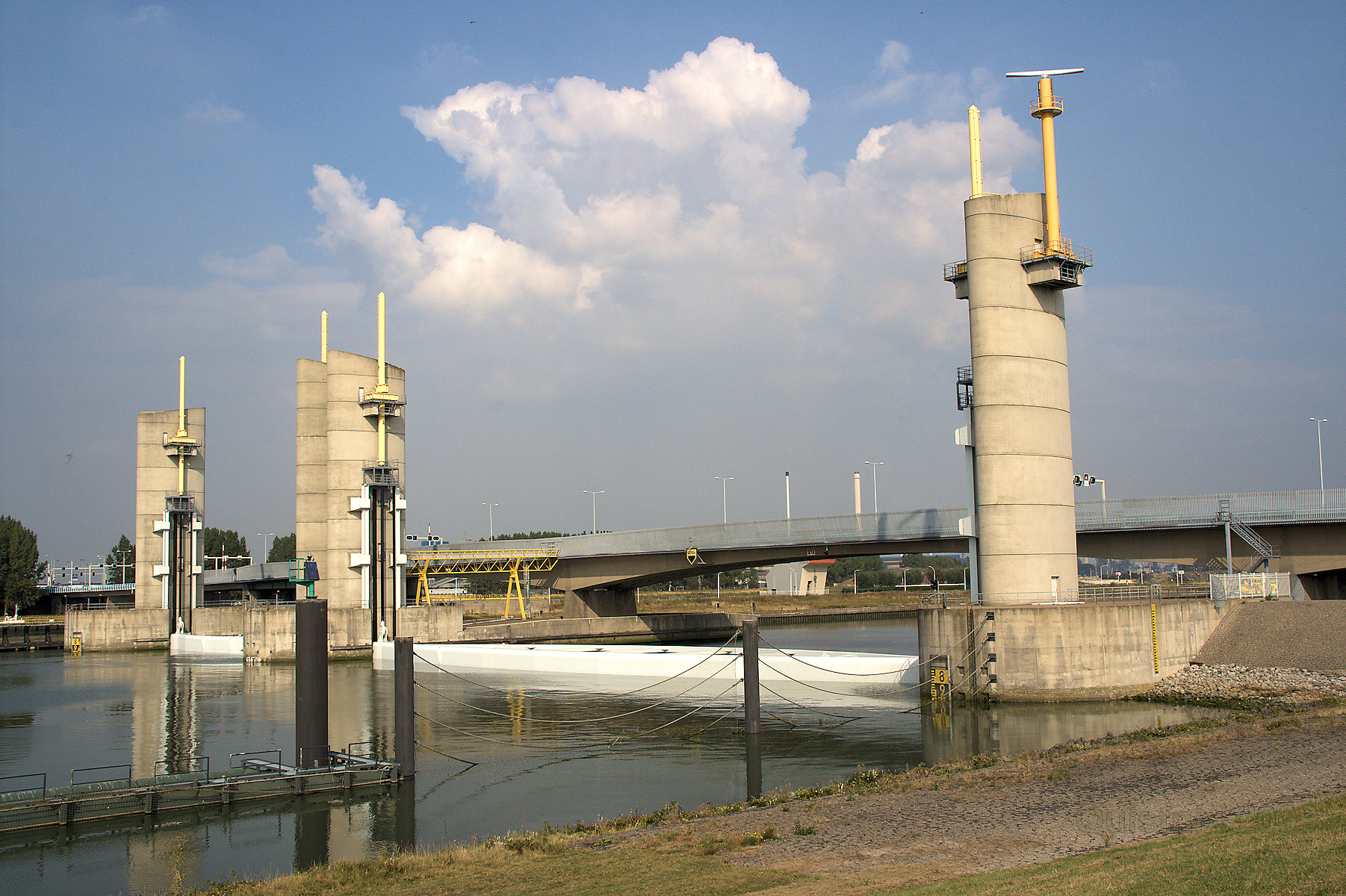
Hartel Barrier
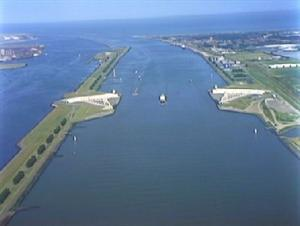
Maeslant Barrier
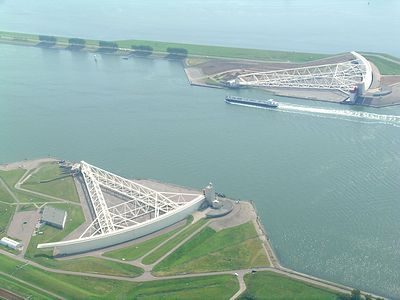
Maeslant Barrier